# 호키지

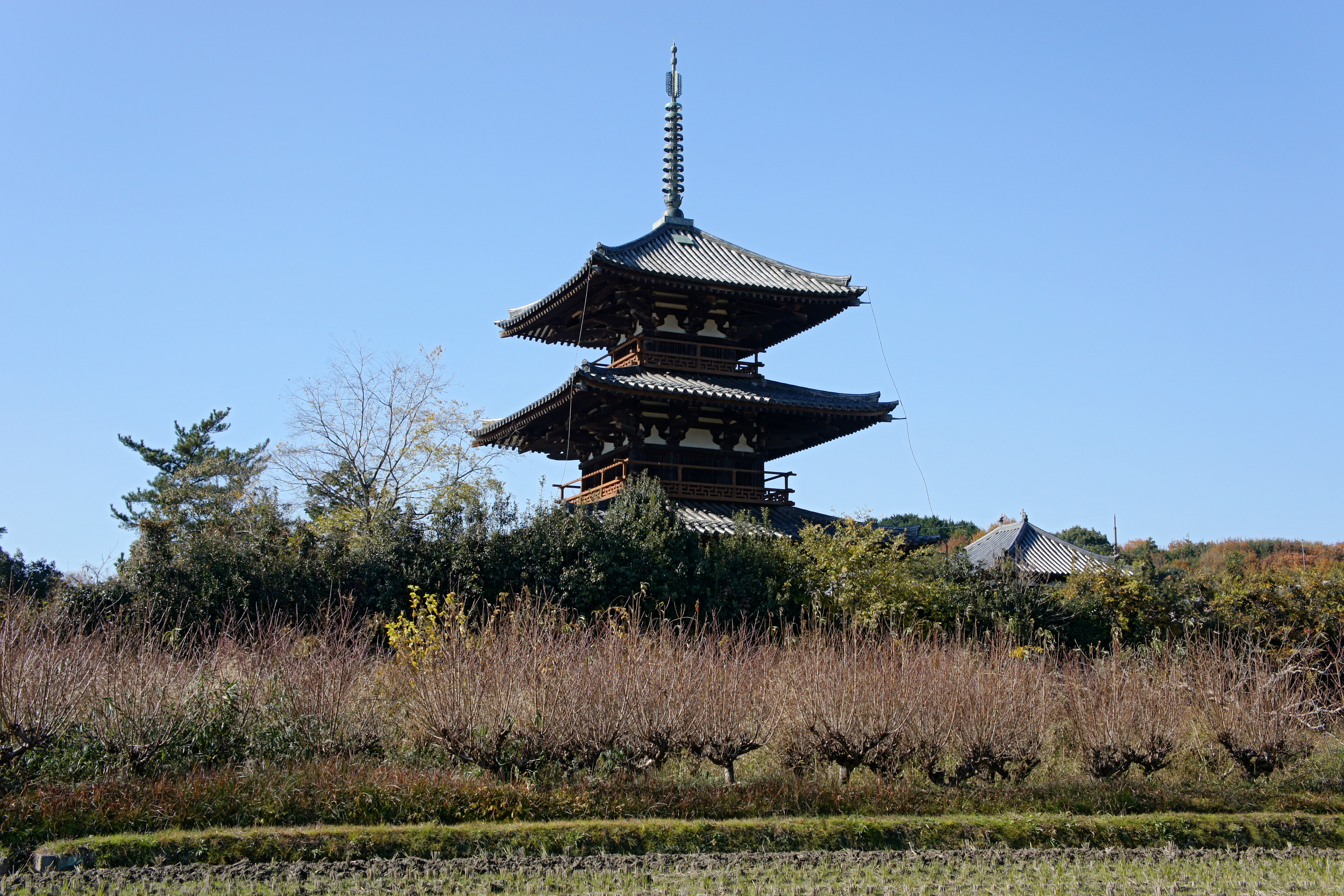
호키지의 삼층탑

호키지 또는 홋키지(法起寺)는 일본 나라현 이카루가정에 위치한 불교 사원이다. 예전에는 오카모토데라(岡本寺)나 이케지리데라(池後寺)로도 불렸다. 절 앞에 붙는 산호(山号)는 고혼잔(岡本山)이다. 관세음보살을 모시는 절로써, 절의 본존은 11면 관음상이다. 호키지는 종종 쇼토쿠 태자에 의해 건립된 7대 사찰의 하나로 여겨지나, 절은 태자의 사후에 완성되었다. 1993년에 호류지 지역의 불교건조물의 하나로서, 유네스코 세계유산으로 지정되었다.

## 역사
호키지는 호린지, 주고지 등 쇼토쿠 태자와 관련된 많은 오래된 사찰이 있으며, 오랫동안 일본 불교의 중심지였던 이카루가에 위치한다. 호키지는 호류지 동원(東院)의 북동쪽 기슭에 위치한다. 절에는 원래 쇼토쿠 태자가 묘법연화경을 강연했다는 오카모토 궁(岡本宮)이 있었고 태자의 유언에 따라 아들인 야마시로 대형왕은 예전의 궁을 절로 개조하였다. 이후 638년 조메이 천황에 의해 미륵상과 금당이 건립되었고, 706년
삼층탑이 건립되었다.
발굴 조사 결과 초석을 세우지 않고 지면에 구멍을 판 후에 바로 기둥을 세운 건물의 유적이 드러나, 호키지가 건립되기 전에 다른 건물이 있었음이 확인되었다. 절의 배치는 금당과 탑이 동서축을 따라 일직선 상으로 세워져 있어 호류지 서원의 배치와 유사하다. 그러나 호류지 서원과는 반대로 호키지의 금당은 서쪽에, 탑은 동쪽에 서있다. 이러한 형식의 가람 배치를 "호키지식 가람 배치"라 부른다.

## 문화적 가치
원래의 유일하게 남아있던 건물은 24m의 삼층탑으로, 일본에서 가장 오래된 탑의 하나로써 국보로 지정되어 있다. 강당은 1694년에, 성천당은 1863년에 재건되었다.
수장고에는 10세기 후반에 만들어진 3.5m의 목조 11면 관음상이 놓여있다. 7세기 후반에 만들어진 동조 보살상이 나라 국립 박물관에 기탁되어 있다. 이 두 개의 유물은 중요문화재로 지정되어 있다.